# Elizabeth Gurley Flynn
Elizabeth Gurley Flynn (7 de agosto de 1890 – setembro 5, de 1964) foi uma líder sindical, ativista e feminista estadunidense, que desempenhou um papel de liderança na Industrial Workers of the World (IWW). Flynn foi uma das fundadoras da União Americana pelas Liberdades Civis e uma defensora reconhecida dos direitos das mulheres, do controle de natalidade e do sufrágio feminino. Ela filiou-se ao Partido Comunista dos Estados Unidos em 1936 e, no final da vida, em 1961, tornou-se presidenta do partido. Ela morreu durante uma visita à União Soviética, onde lhe foi concedido um funeral oficial.

## Biografia

### Primeiros anos
Elizabeth Gurley Flynn nasceu em Concord, New Hampshire, em 1890. A família mudou-se para Nova York em 1900, onde ela foi educada em escolas públicas locais. Seus pais introduziram-na ao socialismo. Quando ela tinha apenas dezesseis anos, ela proferiu seu primeiro discurso público, "O que o socialismo vai fazer para as mulheres", no Clube Socialista do Harlem. Como resultado, ela sentiu-se compelida a atuar integralmente em prol da mudança social e, numa decisão da qual se arrependeria mais tarde, abandonou o colegial antes de se formar.
Um ano mais tarde, em 1907, ela conheceu um organizador local dos Trabalhadores Industriais do Mundo, J. A. Jones. Ele era dezesseis anos mais velho do que ela, mas Flynn afirmou em sua autobiografia, "eu me apaixonei por ele e nos casamos em janeiro de 1908". A união produziu dois filhos, John Vincent, que morreu alguns dias após o nascimento, e Fred Flynn, nascido em 19 de maio de 1910 (ele morreu em 1940).

### Ativismo
Em 1907, Flynn tornou-se uma ativista em tempo integral dos Trabalhadores Industriais do Mundo (IWW) e participou de sua primeira convenção da IWW em setembro do mesmo ano. Ao longo dos anos seguintes, ela organizou campanhas entre os trabalhadores do vestuário, na Pensilvânia, os tecelões de seda, em Nova Jersey, os trabalhadores de restaurantes em Nova York, os mineiros, em Minnesota, Missoula, Montana e Spokane, Washington, e os trabalhadores de indústrias têxteis no Estado de Massachusetts. Durante este período, o autor Theodore Dreiser descreveu-a como "uma Joana d'Arc do East Side".
Em 1909, Flynn participou de um ato político em Spokane, no qual ela se prendeu com cadeados a um poste a fim de atrasar a sua prisão. Mais tarde, ela acusou a polícia de usar a prisão como um bordel, uma acusação que levou a polícia a confiscar todas as cópias dos panfletos do IWW com a denúncia.
Flynn foi presa dez vezes durante esse período, mas nunca foi acusada de qualquer atividade criminosa. Foi uma delação premiada que resultou na expulsão de Flynn da IWW em 1916, juntamente com o ativista Joe Ettor. De acordo com o historiador Robert M Eleff, três mineiros de Minnesota haviam sido presos por suspeita de homicídio decorrente de um incidente que ocorreu quando um grupo de capangas das minas, incluindo supostos pistoleiros chamados James C Myron e Nick Dillon, chegaram à residência de um dos mineiros, Philip Masonovitch, para investigar denúncias de consumo ilegal de bebidas alcoólicas. Um confronto se seguiu, em que Myron e uma testemunha foram mortos a tiros. De acordo com Eleff, alguns testemunhos pareciam indicar que Myron poderia ter sido morto acidentalmente por um de seus colegas, que disparou dentro da casa de Masonovitch, e que o observador foi morto por Dillon. Três ativistas do IWW também foram denunciados, embora os três estivessem em outro lugar no momento. O líder da comissão organizadora do IWW, Bill Haywood, parecia confiante de que poderia ganhar o caso para os mineiros.

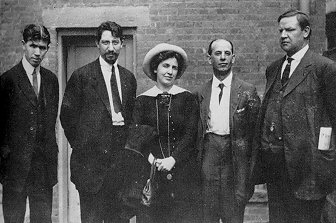
Foto de 1913, durante uma greve, em que aparece Elizabeth Gurley Flynn

No entanto, as principais testemunhas aceitaram um acordo cujo resultado era que os ativistas seriam soltos mas três mineiros, dos quais nenhum falava inglês fluentemente, teriam de cumprir uma pena na prisão, variando de cinco a vinte anos. Haywood responsabilizou Flynn e Ettor por permitir que os mineiros confessassem sua culpa em acusações que eles provavelmente não entendiam. Haywood escreveu em sua autobiografia que "isso terminou a ligação de Flynn e Ettoe com a IWW". O biógrafo de Haywood, Peter Carlson, escreveu que Ettor saiu da IWW e que Flynn "manteve-se na organização, mas teve o cuidado de evitar Haywood e seus apoiadores."
Membro fundador daAmerican Civil Liberties Union (ACLU), em 1920, Flynn desempenhou um papel de liderança na campanha contra a convicção de Sacco e Vanzetti. Flynn estava particularmente preocupada com os direitos das mulheres, apoiando o controle de natalidade e o sufrágio das mulheres. Flynn também criticou a liderança dos sindicatos por ser dominada por homens e não refletir as necessidades das mulheres.
Entre 1926 e 1936, Flynn viveu no sudoeste da cidade de Portland, Oregon, com Wobbly Marie Equi, uma ativista feminista. Embora Flynn estivesse mal de saúde na maior parte de seu tempo em Portland, ela foi uma ativa participante de movimentos locais. Em 1936, Flynn ingressou no Partido Comunista e escreveu uma coluna feminista para o seu jornal, o Daily Worker. Dois anos mais tarde, ela foi eleita para o comitê nacional. Sua filiação ao partido levou ao seu afastamento da diretoria da ACLU, em 1940.
Durante a II Guerra Mundial, ela desempenhou um papel importante na campanha pela igualdade de oportunidades econômicas para as mulheres e para a criação de creches para as mães trabalhadoras. Em 1942, ela concorreu a uma vaga para o Congresso em Nova York e recebeu 50.000 votos.

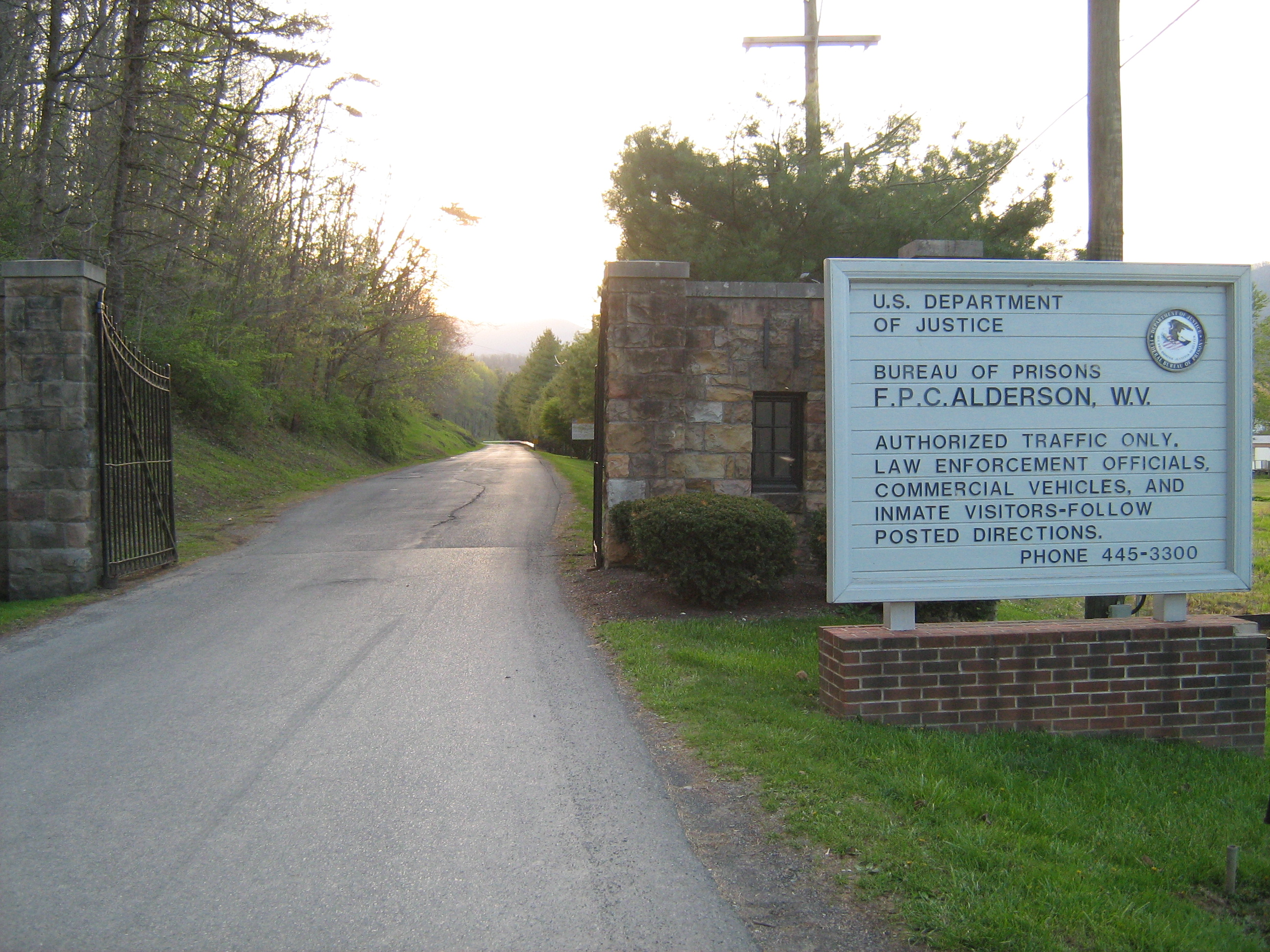
Federal Prison Camp, Alderson, onde Flynn foi presa

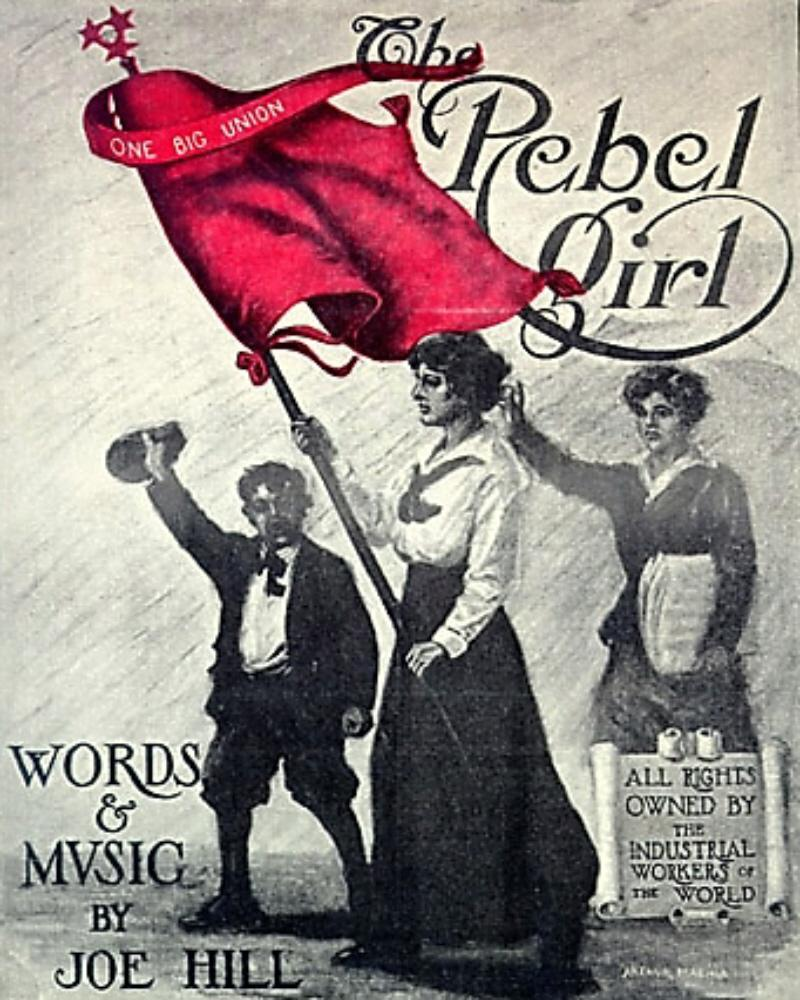
A ativista Elizabeth Gurley Flynn foi a inspiração de Joe Hill para a canção "A Menina Rebelde" (1915)

Flynn atuou diretamente em campanhas contra a perseguição política a comunistas. Em junho de 1951, foi presa por suposta participação em tentativas de derrubar o governo pela força e violêncua. Depois de um julgamento de nove meses, ela foi considerada culpada e serviu dois anos em uma prisão federal perto de Alderson, West Virginia. Mais tarde, ela escreveu um livro de memórias na prisão História de Alderson: Minha Vida como Prisioneira Política.

### Últimos anos e legado
Após sua libertação da prisão, Flynn, retomou suas atividades comunistas. Ela con correu para o Conselho da Cidade de Nova York pelo PC, em 1957, contabilizando um total de 710 votos.
Flynn tornou-se presidenta nacional do Partido Comunista dos Estados Unidos, em 1961. Ela fez várias visitas à União Soviética e morreu lá, em 5 de setembro de 1964, aos 74 anos de idade. O governo soviético ofereceu-lhe um funeral oficial na Praça Vermelha, com mais de 25.000 pessoas presentes. De acordo com seus desejos, os restos mortais de Flynn foram levados para os Estados Unidos, colocados em um cemitério em Chicago, perto do túmulo de Eugene Dennis, Bill Haywood e os mártires da Revolta de Haymarket.
A declaração de Flynn em seu julgamento, em 1952, é listada como #87 entre os 100 melhores discursos do Século XX (listados por ordem), nos Estados Unidos.
Uma versão ficcional de Flynn é retratada no romande de John Updike Na Beleza dos Lírios, em que é dito que ela teve um caso com o anarquista Carlo Tresca, o que é apoiado pelas cartas e memórias de Flynn.

### Livros e panfletos
- Sabotage: The Conscious Withdrawal of the Workers' Industrial Efficiency.Cleveland, OH: IWW Publishing Bureau, 1916.
- Debs, Haywood, Ruthenberg, New York: Workers Library Publishers, 1939.
- I Didn't Raise My Boy to Be a Soldier — for Wall Street. New York: Workers Library Publishers, 1940.
- Earl Browder: The Man from Kansas. New York: Workers Library Publishers, 1941.
- Questions and Answers on the Browder Case. New York: Citizens' Committee to Free Earl Browder, 1941.
- Coal Miners and the War. New York: Workers Library Publishers, 1942.
- Women in the War. New York: Workers Library Publishers, 1942.
- Daughters of America: Ella Reeve Bloor, Anita Whitney. New York: Workers Library Publishers, 1942.
- Women Have a Date with Destiny. New York: Workers Library Publishers, 1944.
- Meet the Communists.New York: Communist Party, U.S.A., 1946.
- Woman's Place in the Fight for a Better World. New York, New Century Publishers, 1947.
- The Twelve and You: What Happens to Democracy is Your Business, Too! New York: New Century Publishers, 1948.
- Labor's Own William Z. Foster: A Communist's Fifty Years of Working-Class Leadership and Struggle. New York: New Century Publishers, 1949.
- Stool-Pigeon. New York: New Century Publishers, 1949.
- The Plot to Gag America. New York: New Century Publishers, 1950.
- A Message to All Women Communists from Elizabeth Gurley Flynn on Mother's Day, May, 1950. New York: National Women's Commission, Communist Party, U.S.A., 1950.
- Debs and Dennis, Fighters for Peace. New York: New Century Publishers, 1950.
- Elizabeth Gurley Flynn Speaks to the Court: Opening Statement to the Court and Statement in the Case of the Sixteen Smith Act Victims in the Trial at Foley Square, New York. New York: New Century Publishers, 1952.
- 13 Communists Speak to the Court. New York: New Century Publishers, 1953.
- Communists and the People: Summation Speech to the Jury in the Second Foley Square Smith Act Trial of Thirteen Communist Leaders.New York, New Century Publishers, 1953.
- I Speak My Own Piece: Autobiography of "The Rebel Girl." New York: Masses and Mainstream 1955.
- An Appeal to Women. New York: Campaign Committee, People's Rights Party, 1955.
- Horizons of the Future for a Socialist America. New York: Communist Party, USA, 1959.
- Freedom Begins at Home. New York: New Century Publishers, 1961.
- Ben Davis on the McCarran Act at the Harvard Law Forum. by Benjamin J. Davis New York: Gus Hall-Benjamin Davis Defense Committee, 1962. (introduction)
- The Alderson Story: My Life as a Political Prisoner. New York: International Publishers, 1963.
- The McCarran Act, Fact and Fancy. New York: Gus Hall-Benjamin J. Davis Defense Committee, 1963.
- The Rebel Girl: An Autobiography, My First Life (1906-1926). New York: International Publishers, 1973. —Revised and amended edition of I Speak My Own Piece.
- Memories of the Industrial Workers of the World.New York: American Institute for Marxist Studies, 1977.